# Хертвиси
Хертвиси (груз. ხერთვისის ციხესიმაგრე) — одна из самых древних и лучше всего сохранившихся крепостей грузинского средневековья. Расположена в крае Самцхе-Джавахети, в южной части Грузии.

## История
Крепость Хертвиси расположена на высоком скалистом холме в ущелье на месте слияния Куры и её правого притока — реки Паравани.
Летописец Леонти Мровели упоминает Хертвиси — который он считает одним из первых городов Грузии — в связи с походами Александра Македонского (IV век до н. э.). В эпоху раннего средневековья город пришёл в упадок и лишь в X—XI веках вновь перестроенная крепость разрослась до масштабов города и стала центром региона Месхети.
В 985 году в крепости была построена церковь. На месте старых стен, разрушенных в результате землетрясения 1283 года, к 1354 году было завершено строительство новых. В X—XI веках Хертвиси была центром региона Самцхе-Джавахети. В XII веке крепость получила статус города. В XIII веке монголы разрушили его и до XV века крепость лишилась своей власти. В XV веке она принадлежала правителям Самхце-Джавахети из династии Джакели.
В XVI веке южный регион Грузии был захвачен турками, и в течение следующих трёх столетий Хертвиси принадлежит им. В 1828 в ходе русско-турецкой войны крепость была захвачена русскими и грузинскими войсками и по адрианопольскому мирному договору Хертвиси перешла к Российской империи.
После этого Хертвиси вместе с другими крепостями региона потеряла свои оборонительные функции и осталась только фортификационным памятником.

## Архитектурный ансамбль
Ансамбль крепости многослойный. Она состояла из верхней крепости (цитадели), большей часть сохранившейся до сегодняшних дней, и примыкавшей к ней с юго-востока нижней крепости. Основная масса имеющихся сооружений относится к X—XIV векам, имеются небольшие пристройки XVI—XVIII веков.

## Современный статус
Хертвиси является памятником архитектуры Грузии. Вместе с монастырским комплексом Вардзиа является кандидатом в список объектов Всемирного наследия ЮНЕСКО в Грузии.  
В 2017-2018 годах крепость Хертвиси была благоустроена.  Отремонтировали административное здание, центр визитеров, проложили мостовую, восстановили врата, создали систему водоснабжения, создали паркинг. При этом инфраструктура была полностью адаптирована для лиц с ограниченными возможностями. Вход стал платным, но внутри крепости почти ничего нет. На стены подняться нельзя. Большинство туристов просто фотографирует Хертвиси снаружи и едет дальше в Вардзию. 